# Wiatrak koźlak w Tykocinie
Wiatrak koźlak w Tykocinie – zabytkowy wiatrak typu koźlak w Tykocinie. Został wzniesiony w 1887. Od 1980 obiekt widnieje w rejestrze zabytków.